# FIH Pro League femminile 2024-25
La FIH Pro League femminile 2024-25 è la sesta stagione della competizione organizzata dalla International Hockey Federation. La stagione è iniziato il 30 novembre 2024 e si è concluso il 29 giugno 2025.
Dopo il titolo nella FIH Hockey Nations Cup 2023-24, la Spagna parteciperà a questa stagione della Pro League al posto degli Stati Uniti, retrocessi dalla scorsa stagione.

## Formato
Per ridurre i problemi economici e logistici, gruppi di tre squadre si ritrovano in una località dove si disputa un "mini-torneo" con partite di andata e ritorno.
In ogni partita, la squadra vincente otterrà tre punti, entrambe le squadre otterranno un punto ciascuno in caso di pareggio e la squadra vincitrice otterrà un punto bonus in caso di vittoria ai calci di rigore.
Il vincitore della stagione si qualificherà Campionato mondiale di hockey su prato femminile 2026.

## Classifica
| Pos | Squadra         | G  | V  | VSO | PSO | P  | GF | GS | DG  | Pt | Qualificazione o retrocessione              |
| --- | --------------- | -- | -- | --- | --- | -- | -- | -- | --- | -- | ------------------------------------------- |
| 1   | Paesi Bassi (C) | 16 | 13 | 1   | 1   | 1  | 69 | 22 | +47 | 42 |                                             |
| 2   | Argentina (Q)   | 16 | 9  | 3   | 1   | 3  | 36 | 20 | +16 | 34 | Qualificato per la Campionato mondiale 2026 |
| 3   | Belgio          | 16 | 9  | 1   | 3   | 3  | 42 | 23 | +19 | 32 |                                             |
| 4   | Cina            | 16 | 8  | 1   | 2   | 5  | 34 | 28 | +6  | 28 |                                             |
| 5   | Australia       | 16 | 6  | 1   | 0   | 9  | 29 | 40 | −11 | 20 |                                             |
| 6   | Spagna          | 16 | 6  | 1   | 0   | 9  | 22 | 49 | −27 | 20 |                                             |
| 7   | Germania        | 16 | 4  | 1   | 2   | 9  | 30 | 35 | −5  | 16 |                                             |
| 8   | Inghilterra     | 16 | 4  | 1   | 0   | 11 | 20 | 44 | −24 | 14 |                                             |
| 9   | India (R)       | 16 | 2  | 1   | 2   | 11 | 22 | 43 | −21 | 10 | Retrocessa nella FIH Nations Cup 2025-26    |

1. 1 2  Belgio e Paesi Bassi sono già qualificati per la Campionato mondiale di hockey su prato femminile 2026 come paesi ospitanti.
2. ↑  Germania è già qualificata per la Campionato mondiale di hockey su prato femminile 2026 come la squadra con il punteggio più alto nel FIH Pro League femminile 2023-24.

## Risultati
| Luogo               | Data       | Partita     | Partita              | Partita     |
| ------------------- | ---------- | ----------- | -------------------- | ----------- |
| Hangzhou            | 30-11-2024 | Cina        | 2 - 2 (4 - 1 d.s.o.) | Belgio      |
| Hangzhou            | 1-12-2024  | Cina        | 2 - 1                | Inghilterra |
| Hangzhou            | 2-12-2024  | Belgio      | 1 - 3                | Inghilterra |
| Hangzhou            | 3-12-2024  | Cina        | 1 - 2                | Belgio      |
| Hangzhou            | 4-12-2024  | Cina        | 4 - 0                | Inghilterra |
| Hangzhou            | 5-12-2024  | Inghilterra | 2 - 8                | Belgio      |
| Santiago del Estero | 10-12-2024 | Argentina   | 2 - 2 (3 - 2 d.s.o.) | Germania    |
| Santiago del Estero | 11-12-2024 | Germania    | 1 - 6                | Paesi Bassi |
| Santiago del Estero | 12-12-2024 | Argentina   | 2 - 3                | Paesi Bassi |
| Santiago del Estero | 13-12-2024 | Argentina   | 1 - 1 (4 - 5 d.s.o.) | Germania    |
| Santiago del Estero | 14-12-2024 | Paesi Bassi | 4 - 1                | Germania    |
| Santiago del Estero | 15-12-2024 | Argentina   | 3 - 2                | Paesi Bassi |
| Sydney              | 4-2-2025   | Cina        | 2 - 2 (2 - 3 d.s.o.) | Spagna      |
| Sydney              | 5-2-2025   | Australia   | 4 - 1                | Spagna      |
| Sydney              | 6-2-2025   | Australia   | 2 - 2 (2 - 1 d.s.o.) | Cina        |
| Sydney              | 7-2-2025   | Spagna      | 2 - 3                | Cina        |
| Sydney              | 8-2-2025   | Australia   | 3 - 1                | Spagna      |
| Sydney              | 9-2-2025   | Australia   | 1 - 3                | Cina        |
| Bhubaneswar         | 15-2-2025  | Germania    | 1 - 2                | Spagna      |
| Bhubaneswar         | 15-2-2025  | India       | 3 - 2                | Inghilterra |
| Bhubaneswar         | 16-2-2025  | Spagna      | 2 - 1                | Germania    |
| Bhubaneswar         | 16-2-2025  | India       | 2 - 2 (1 - 2 d.s.o.) | Inghilterra |
| Bhubaneswar         | 18-2-2025  | India       | 3 - 4                | Spagna      |
| Bhubaneswar         | 19-2-2025  | India       | 0 - 1                | Spagna      |
| Bhubaneswar         | 21-2-2025  | Inghilterra | 1 - 5                | Paesi Bassi |
| Bhubaneswar         | 21-2-2025  | India       | 0 - 4                | Germania    |
| Bhubaneswar         | 22-2-2025  | Paesi Bassi | 6 - 0                | Inghilterra |
| Bhubaneswar         | 22-2-2025  | India       | 1 - 0                | Germania    |
| Bhubaneswar         | 24-2-2025  | India       | 2 - 4                | Paesi Bassi |
| Bhubaneswar         | 25-2-2025  | India       | 2 - 2 (2 - 1 d.s.o.) | Paesi Bassi |
| Santiago del Estero | 19-2-2025  | Argentina   | 2 - 3                | Belgio      |
| Santiago del Estero | 20-2-2025  | Argentina   | 2 - 1                | Australia   |
| Santiago del Estero | 21-2-2025  | Australia   | 1 - 2                | Belgio      |
| Santiago del Estero | 22-2-2025  | Argentina   | 0 - 0 (2 - 0 d.s.o.) | Belgio      |
| Santiago del Estero | 23-2-2025  | Argentina   | 2 - 1                | Australia   |
| Santiago del Estero | 24-2-2025  | Belgio      | 3 - 2                | Australia   |
| Valencia            | 7-6-2025   | Spagna      | 0 - 6                | Argentina   |
| Valencia            | 8-6-2025   | Spagna      | 0 - 2                | Argentina   |
| Amsterdam           | 7-6-2025   | Paesi Bassi | 8 - 1                | Australia   |
| Amsterdam           | 8-6-2025   | Paesi Bassi | 5 - 1                | Australia   |
| Amsterdam           | 11-6-2025  | Paesi Bassi | 3 - 2                | Spagna      |
| Amsterdam           | 12-6-2025  | Paesi Bassi | 11 - 2               | Spagna      |
| Amsterdam           | 14-6-2025  | Paesi Bassi | 3 - 1                | Cina        |
| Amsterdam           | 15-6-2025  | Paesi Bassi | 3 - 1                | Cina        |
| Londra              | 14-6-2025  | Australia   | 3 - 2                | India       |
| Londra              | 14-6-2025  | Inghilterra | 1 - 3                | Argentina   |
| Londra              | 15-6-2025  | India       | 1 - 2                | Australia   |
| Londra              | 15-6-2025  | Inghilterra | 0 - 1                | Argentina   |
| Londra              | 17-6-2025  | Inghilterra | 1 - 0                | Australia   |
| Londra              | 17-6-2025  | Argentina   | 4 - 1                | India       |
| Londra              | 18-6-2025  | India       | 2 - 2 (0 - 2 d.s.o.) | Argentina   |
| Londra              | 18-6-2025  | Inghilterra | 0 - 3                | Australia   |
| Londra              | 21-6-2025  | Inghilterra | 0 - 1                | Spagna      |
| Londra              | 22-6-2025  | Inghilterra | 4 - 1                | Spagna      |
| Anversa             | 14-6-2025  | Belgio      | 4 - 2                | Germania    |
| Anversa             | 15-6-2025  | Belgio      | 2 - 2 (3 - 2 d.s.o.) | Germania    |
| Anversa             | 17-6-2025  | Belgio      | 6 - 0                | Spagna      |
| Anversa             | 18-6-2025  | Belgio      | 0 - 1                | Spagna      |
| Anversa             | 21-6-2025  | Belgio      | 5 - 1                | India       |
| Anversa             | 22-6-2025  | Belgio      | 2 - 0                | India       |
| Anversa             | 28-6-2025  | Belgio      | 0 - 2                | Paesi Bassi |
| Anversa             | 29-6-2025  | Belgio      | 2 - 2 (0 - 2 d.s.o.) | Paesi Bassi |
| Berlino             | 21-6-2025  | Argentina   | 3 - 1                | Cina        |
| Berlino             | 21-6-2025  | Germania    | 4 - 0                | Australia   |
| Berlino             | 22-6-2025  | Germania    | 3 - 4                | Australia   |
| Berlino             | 22-6-2025  | Cina        | 2 - 1                | Argentina   |
| Berlino             | 24-6-2025  | Germania    | 2 - 3                | Cina        |
| Berlino             | 25-6-2025  | Germania    | 2 - 1                | Cina        |
| Berlino             | 28-6-2025  | Cina        | 3 - 0                | India       |
| Berlino             | 28-6-2025  | Germania    | 0 - 1                | Inghilterra |
| Berlino             | 29-6-2025  | Germania    | 4 - 2                | Inghilterra |
| Berlino             | 29-6-2025  | India       | 2 - 3                | Cina        |